# Kim Yu-jeong
Kim Yu-jeong (Corea del Sur, 19 de julio de 1988) es una árbitra de fútbol surcoreana internacional desde 2018.

## Participaciones
Ha participado en los siguientes torneos:
- Copa de Algarve[2]
- Copa Asiática Femenina de la AFC de 2022[3]
- Copa Mundial Femenina de Fútbol Sub-20 de 2022
- Copa Mundial Femenina de Fútbol de 2023